# Каменица (квартал на Пловдив)
Вижте пояснителната страница за други значения на Каменица.
Каменица е квартал в Пловдив, известен с едноименната пивоварна и марка бира. Административно е част от Район Централен на града. Границите на квартала са: на юг – булевард „Санкт Петербург“ и булевард „Христо Ботев“, на запад – булевард „Източен“, на север – булевард „Мария Луиза“, а в източна посока разделителната линия започва от улица „Лев Толстой“ и продължава по улица „Богомил“ зад общежитията на ТУС.
Името на квартала произлиза от изчезналото в миналото едноименно тепе. През XVIII и XIX век е имало каменоделни и са били добивани камъни за строителството. В квартала се намират спортен комплекс „Ботев“, хотел „Империал“, няколко професионални гимназии и колежи.